# Портал Радована

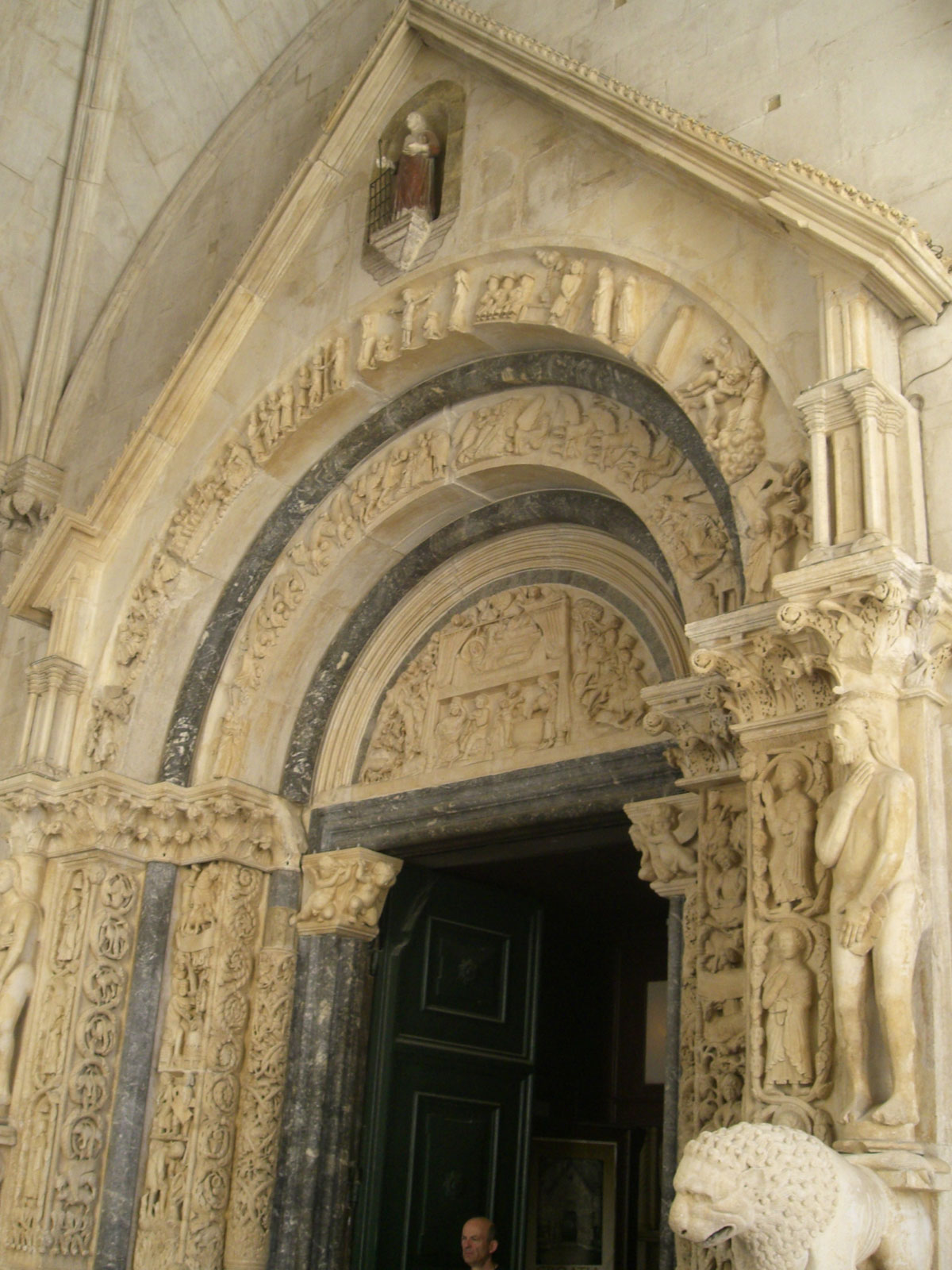
Портал Радована. Центральный портал кафедрального собора Св. Лаврентия в городе Трогир

Портал Радована (хорв. Radovanov portal) — центральный портал кафедрального собора Св. Лаврентия в городе Трогир (Хорватия). Созданный мастером Радованом около 1240 года, что было засвидетельствовано самим автором, назвавшим себя в высеченной надписи «славным в этом виде искусств». Своей пластичностью, жизненностью и смелостью композиции скульптуры мастера Радована сравниваются с важными достижениями зрелой романской эпохи в Северной Италии, причем в некоторых деталях они превосходят работы Бенедетто Антелами (1150—1230).
Особым по своему содержанию является центральный барельеф люнета портала, одновременно изображающий три сцены — «Рождество Христово», «Путешествие трех волхвов» и «Поклонение пастухов». Это работа мастера Радована, поскольку на рельефе находится надпись с его именем и датой создания. Гибкость фигур, их почти естественное изгибание, соответствующее композиционной схеме, объемность, подчеркнутая трехмерностью и изящная обработка свидетельствуют о работе большого значения, а также мастерстве скульптора. Перспективное сокращение изображения предполагает новый период в европейском искусстве.
В полукруглом поясе над люнетом изображены сцены «Благовещения», «Поклонение трех волхвов», «Сон Иосифа» и группа ангелов, поющих хвалебные песни. Портал имеет прочные боковые консоли, на которых установлены скульптуры льва и львицы. С обеих сторон портала установлены пилястры, покрытые рельефами. Их поддерживают по два атланта (в общем количестве восемь). На первой паре пилястр изображен полный цикл месяцев года со знаками зодиака. Некоторые барельефы были созданы мастером Радованом, другие изготовили в его мастерской. Рядом с первой парой пилястр, у самых дверных створок, установлены два узких столба, декорированные стилизованными листьями, сквозь которые просматриваются оживленные сцены охоты, битв, а также один кентавр и сцена «Похищение Европы».
Во второй половине XIII века приступили к пристройке портала в стиле ранней готики. Над фигурами льва и львицы были установлены фигуры Адама и Евы, а на шести внешних пилястрах вместо того, чтобы продолжить работу мастера Радована, были вырезаны барельефы шести апостолов. Над люнетом добавлен еще один полукруглый ряд рельефов со сценами, изображающими жизнь и мучения Христа. Все эти сложения были сделаны последователями мастера Радована и своим качеством исполнения они отстают от первоначального замысла Радована.